# Mukat-Stankovići
Mukat-Stankovići je naseljeno mjesto u sastavu općine Ugljevik, Republika Srpska, BiH.

## Stanovništvo
| Mukat-Stankovići   |              |
| godina popisa      | 1991.        |
| Srbi               | 455 (99,34%) |
| Muslimani          | 0            |
| Hrvati             | 0            |
| Jugoslaveni        | 3 (0,66%)    |
| ostali i nepoznato | 0            |
| ukupno             | 458          |